# Obsidian Flow Trail
L'Obsidian Flow Trail est un sentier de randonnée du comté de Deschutes, dans l'Oregon, aux États-Unis. Situé au sein du Newberry National Volcanic Monument, il grimpe sur le front de la coulée de lave appelée Big Obsidian Flow en offrant des vues sur le lac Lost.